# Sphenomorphus maculatus
Sphenomorphus maculatus är en ödleart som beskrevs av  Edward Blyth 1853. Sphenomorphus maculatus ingår i släktet Sphenomorphus och familjen skinkar.

## Underarter
Arten delas in i följande underarter:
- S. m. maculatus
- S. m. mitanensis